# Роша Лариса Григорівна
Лариса Григорівна Роша (нар. 22 березня 1975, Одеса) — український науковець, доктор медичних наук, член Координаційної ради Асоціації патологоанатомів України, голова Комітету з питань якості і стандартизації патологоанатомічних досліджень Асоціації патологоанатомів України, дійсний член Інтернаціональної Академії Патології (IAP).

## Біографія
Лариса Роша народилася в 22 березня 1975 року, в сім'ї батька лікаря і метері — вчительки. Закінчила Одеський державний медичний університет.
В 1999-2000 роках пройшла інтернатуру за спеціальністю «патологічна анатомія» на базі Одеського обласного патологоанатомічного бюро та на кафедрі патологічної анатомії Одеського державного медичного університету.
З 2000 року працювала лікарем-патологоанатомом Суворовського відділення Одеського обласного патологоанатомічного бюро.
З 2006 по 2008 роки — завідуюча організаційно-методичним відділенням Одеського обласного патологоанатомічного бюро.
З 2009 по 2010 роки — асистент кафедри патологічної анатомії Одеського національного медичного університету за основною посадою, за сумісництвом лікар-патологоанатом Одеського обласного патологоанатомічного бюро.
У 2010 році захистила дисертацію на здобуття наукового ступеня кандидата медичних наук за темою «Патоморфологія легень при ВІЛ-інфекції/СНІД».
З 2010 по 2020 рік — фундатор та завідуюча патологоанатомічним відділенням Центру реконструктивної та відновної медицини (Університетська клініка) Одеського національного медичного університету, лікар-патологоанатом вищої категорії, за сумісництвом — на посаді доцента кафедри патологічної анатомії з секційним курсом.
З 2022 року - керівник Центру патологічної анатомії та цитоморфології Клінічної лікарні Феофанія ДУС. 
В 2012 році отримала почесний знак Одеського міського голови «Подяка»
У 2013 році закінчила курси аудиторів у сфері охорони здоров'я, після чого до 2019 року була головним аудитором Університетської клініки ОНМедУ.
З 2014 року по 2018 рік — головний спеціаліст — позаштатний патологоанатом Одеського міського департаменту охорони здоров'я.
З 2018 року по цей час — голова Комітету з питань якості і стандартизації патологоанатомічних досліджень Асоціації патологоанатомів України.
В 2020 році захистила дисертацію на здобуття наукового ступеня доктора медичних наук на тему: «Медико-соціальне обґрунтування системи патологоанатомічної служби в нових соціально-економічних умовах» за спеціальністю 14.02.03 — соціальна медицина.

## Вибірка наукових праць
На сьогодні Роша Лариса Григорівна автор більше 80 наукових праць по медицині https://orcid.org/0000-0002-1027-1467. Прикладами таких робіт є:
- Роша, Л. Г. "СИСТЕМА ПАТОЛОГОАНАТОМІЧНОЇ СЛУЖБИ УКРАЇНИ (організаційні, економіко-правові та галузеві аспекти): монографія." (2018)
- Роша Л.Г., Кобилянська І.А. Сучасні аспекти науки. V-ий том колективної монографії / за ред. Є.О.Романенка, І.В,Жукової. (2021)
- Роша, Л. Г. Аналіз прозекторської роботи (аутопсійний розділ) патологоанатомічної служби України за 2007-2016 роки. (англ. Paragraphs in medicine : International research and practice conference. Lublin) (2017)
- Роша, Л. Г. англ. Regional pathologic anatomy center as the functional organization model of pathologic anatomy service in Ukraine (2018)
- Роша, Л. Г. англ. Development and implementation of standart operating procedures in the departments of the pathoanatomical service (2018)

Також Лариса Григоріна Роша є автором чи співавтором 13 патентів в галузі медицини.